# Ladislau Șimon
Ladislau Șimon (Târgu Mureș, 25 settembre 1951 – 12 maggio 2005) è stato un lottatore rumeno, specializzato nella lotta libera.

## Palmarès

### Olimpiadi
- 1 medaglia:
  - 1 bronzo (Montréal 1976 nei +100 kg)

### Mondiali
- 2 medaglie:
  - 1 oro (Istanbul 1974 nei +100 kg)
  - 1 bronzo (Teheran 1973 nei +100 kg)

### Europei
- 3 medaglie:
  - 1 oro (Leningrado 1976 nei +100 kg)
  - 1 argento (Madrid 1974 nei +100 kg)
  - 1 bronzo (Ludwigshafen 1975 nei +100 kg)